# Natalja Petrowna Zyganowa
Natalja Petrowna Zyganowa (russisch Наталья Петровна Цыганова, engl. Transkription Natalya Tsyganova; * 7. Februar 1971 in Frunse, Kirgisische SSR, Sowjetunion) ist eine russische Mittelstreckenläuferin.

## Karriere
1999 gewann Zyganowa die Bronzemedaille bei den Hallenweltmeisterschaften in Maebashi (Japan). Bei den Weltmeisterschaften im gleichen Jahr in Sevilla (Spanien) belegte sie den fünften Platz im 800-Meter-Lauf.
Zyganowa nahm an den Olympischen Spielen 2000 in Sydney im 800-Meter-Lauf teil, konnte sich jedoch nicht für das Finale qualifizieren.
Bei den Halleneuropameisterschaften 2000 in Gent (Belgien) gewann Zyganowa die Silbermedaille beim 800-Meter-Lauf. Fünf Jahre später gewann sie bei den Halleneuropameisterschaften 2005 in Madrid die Bronzemedaille im 800-Meter-Lauf.
Auf nationaler Ebene gewann Zyganowa 1999 und 2000 die russische Meisterschaft.

## Persönliche Bestzeiten
- 400 m: 52,02 s, Moskau, 20. Juli 1998
  - Halle: 0:52,02 min, Moskau, 21. Februar 1999
- 800 m: 1:56,60 min, Tula (Arsenal-Stadion), 25. Juli 2000
  - Halle: 1:57,47, Maebashi (Green Dome), 7. März 1999
- 1000 m: 2:32,77 min, Nizza, 17. Juli 1999
  - Halle: 2:36,39, Moskau, 1. Februar 2004
- 1500 m: 4:08,07 min, Tula (Arsenal-Stadion), 1. August 1999